# Breguet Atlantic

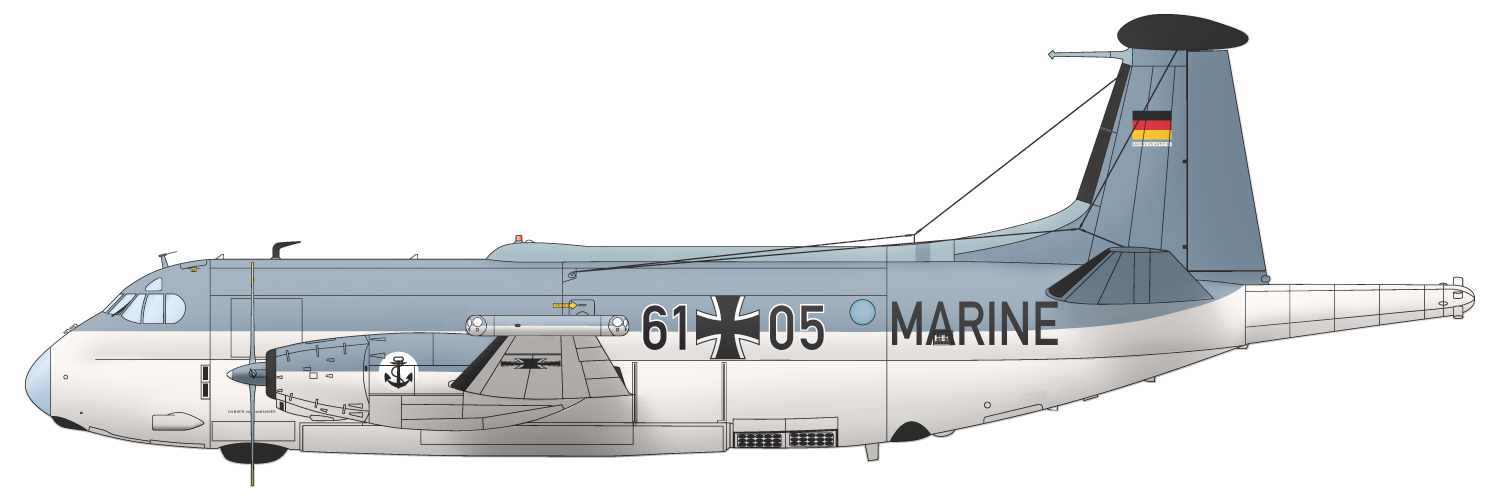
Breguet Atlantic KWS des MFG 3 „Graf Zeppelin“ in Nordholz

Die Breguet Atlantic, auch BR 1150, ist ein Seefernaufklärer (Maritime Patrol Aircraft (MPA)), der multinational entwickelt wurde. Das Flugzeug wird für Patrouillenflüge sowie zur U-Jagd eingesetzt. Bei der Breguet Atlantic handelt es sich weltweit um das einzige Flugzeug, das von Anfang an ausschließlich für dieses Aufgabenspektrum gebaut wurde, während andere Seeaufklärer im Regelfall auf Basis ziviler Flugzeuge entwickelt werden. Die Maschinen der Deutschen Marine sind heute ausgemustert, aber in anderen Ländern wird dieser Typ noch weiter betrieben. Neben der Version für die MPA-Aufgabe gab es in der Bundeswehr noch die Ausrüstungsvariante Breguet 1150 M Atlantic für SIGINT-Aufklärung.

## Geschichte
Der Bau eines einheitlichen Seeaufklärungs- und U-Boot-Abwehrflugzeugs wurde 1956 vom NATO-Rat beschlossen. Es sollte die Nachfolge der Lockheed P2V-7 Neptune antreten. Nachdem sich die USA, Großbritannien und Belgien aus dem gemeinsamen Projekt zurückgezogen hatten, wurde von den restlichen Beteiligten 1959 ein Konsortium mit Namen SECBAT (Société Européenne pour la Construction du Breguet ATLANTIC) aus französischen (Société Nationale de Construction Aéronautiques Sud Aviation und Société Nationale de Constructions Aéronautics d’Aviation Louis Breguet), niederländischen (Fokker), deutschen (Dornier, später in Arbeitsgemeinschaft Seeflug mit Siebel) und belgischen (drei Unternehmen unter dem Namen Abap, bestehend aus Sabca, Fairey und FN) gebildet und dessen Flugzeug-Entwurf unter dem Namen BR 1150 Atlantic ausgewählt. Entworfen wurde das Flugzeug in gemeinsamer Arbeit von Expertengruppen der genannten Unternehmen.

### Entwicklung
| Land        | Beteiligung |
| ----------- | ----------- |
| Frankreich  | 57,8 %      |
| Deutschland | 19,1 %      |
| Niederlande | 15,3 %      |
| Belgien     | 7,8 %       |

Die zuvor genannten Unternehmen waren unter dem in der Tabelle genannten Kostenschlüssel an der Secbat finanziell und risikoverantwortlich beteiligt, die als Hauptauftragnehmer fungierte und Unteraufträge an die Mitgliedsunternehmen vergab. Die Geschäftsführung der Secbat wurde dem Unternehmen Breguet übertragen, die diese Kosten auf die einzelnen Unternehmen umlegte.
| Unternehmen  | Anteil                                |
| ------------ | ------------------------------------- |
| Breguet      | Rumpfvorder- und Mittelteil           |
| Dornier      | Rumpfheck, Leitwerk, Rumpfunterschale |
| Fokker       | Flügelmittelteil, Triebwerkgondeln    |
| Sud Aviation | Außenflügel                           |

Auf der Auftraggeberseite wurde ein Lenkungsausschuss mit Vollmachten der assoziierten Regierungen, aus je einem Mitglied der Staaten, einem NATO-Beobachter und einem Sekretär gebildet. Die Entscheidungen mussten einstimmig gefällt werden.
Eine weitere Unternehmensgruppe (Fabrique Nationale d’Armes de Guerre (FN) in Belgien, MTU in Deutschland und Hispano-Suiza in Frankreich) baute die Rolls-Royce-Triebwerke in Lizenz, die Endmontage erfolgte bei Hispano Suiza. Die Propeller wurden von Ratier in Frankreich in Lizenz von Hawker-Siddley hergestellt. Bei weiteren Schlüsselkomponenten wie beispielsweise dem Fahrwerk bildeten sich ebenfalls Entwicklungs- und Fertigungsgemeinschaften. Die Missionsausrüstung kam dagegen weitgehend aus den USA. Endmontiert wurde das neue Flugzeug bei Breguet (heute Dassault), nahe Toulouse.

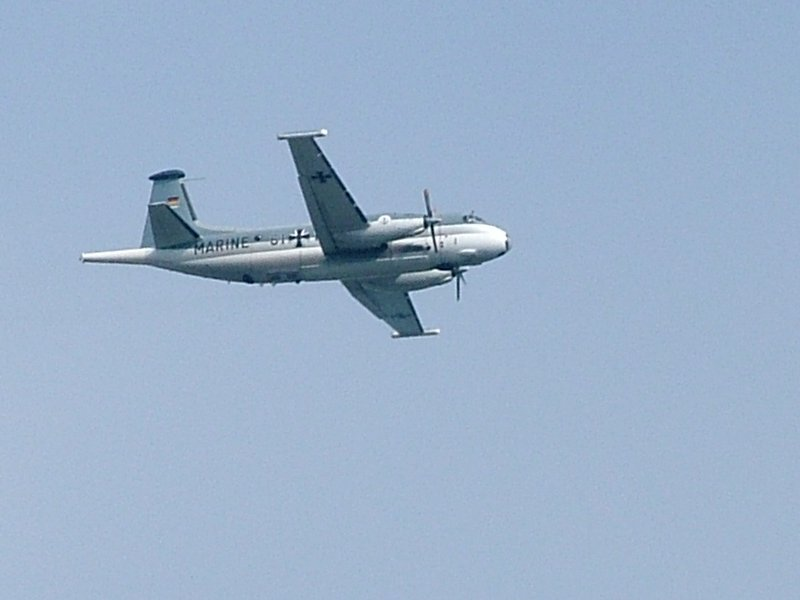
BR 1150, MPA-Version der Deutschen Marine

Beide Organisationen – SECBAT und Lenkungsausschuss – bestehen zur Betreuung und Lieferung von Ersatzteilen noch heute und wurden zu Schrittmacherorganisationen für weitere länderübergreifende gemeinsame Projekte, wie beispielsweise dem Panavia Tornado, dem NH-90 oder dem Eurofighter.
Dornier übernahm in Deutschland die technisch-logistische Betreuung wie Überholung und Reparatur der bei der Deutschen Marine eingeführten Flugzeuge. Sie führte später auch ein Kampfwertsteigerungsprogramm (KWS) mit wesentlicher Verbesserung der ESM-Fähigkeit durch. Dieses neue System sollte im Unterauftrag aus den USA von Loral geliefert werden, erfüllte intolerabel die Forderungen nicht und musste von Dornier als Hauptauftragnehmer unter Abschreibung von 400 Millionen DM Verlusten neu entwickelt werden.

### Nutzung
Ab 1963 wurden die ersten Flugzeuge an Frankreich und Deutschland ausgeliefert und in Frankreich offiziell 1965 in Dienst gestellt. Weitere Staaten, die die BR 1150 einsetzten, waren die Niederlande und Italien sowie Pakistan. Nachdem sich mehrere Länder nachträglich an dem Projekt beteiligten, wurden bis 1974 Flugzeuge der ersten Generation gebaut. In einer späteren Baureihe Atlantique 2 wurde die BR 1150 überarbeitet und vor allem mit moderner Ortungstechnologie ausgestattet. 28 Maschinen wurden von der französischen Marine beschafft.

### Nachfolger
Für neueren Bedarf bot die SECBAT erfolglos die Version Atlantic 3 mit moderner Avionik an (der Bundesrepublik Deutschland bereits 1990 als Nachfolger der alten BR 1150). Aufgrund der damaligen politischen Entspannung und auch aufgrund der Kostensituation durch die Wiedervereinigung, überlegte die Bundesrepublik, die Seeraumüberwachung der bisherigen Qualität ganz einzustellen oder im Auftrag durch den NATO-Bündnispartner Niederlande erledigen zu lassen, dessen P-3-Flotte nicht mehr ausgelastet war. Die Entscheidung über ein Nachfolgemuster verschob sich daher laufend. Obwohl nur ein psychologisches Moment, ziehen die Besatzungen aus Gründen der Verwundbarkeit bei Beschuss viermotorige Flugzeuge vor – ein Argument, das gegen die Beschaffung der Atlantic 3 sprach. So hatten sich die deutschen Planungsstellen bereits auf das Nachfolgemodell der P-3 Orion – die ebenfalls viermotorige Lockheed P-7 – eingeschworen, die aber dann von den USA wegen Kostenüberschreitung des Programms eingestellt wurde.
Erst mit den neuen Aufgaben zur Krisenbewältigung innerhalb der NATO wurde ein Bedarf wieder aktueller. Da der Klarstand der BR-1150-Maschinen inakzeptabel sank, wurden im Juni 2006 die deutschen Maschinen der MPA-Version bis auf die letzten zwei Sigint-Maschinen (61+03, 61+06) durch acht gebrauchte niederländische P-3 Orion ersetzt. Aufgrund ihres ebenfalls bereits hohen Alters werden diese Maschinen jedoch lediglich eine Übergangslösung sein. Eine Übernahme der SIGINT-Aufgaben durch fünf der hochfliegenden Euro-Hawk-Drohnen scheiterte an einer nicht erreichten Zulassung für den generellen Flugbetrieb 2013. Bereits 2005 war ein Teil der Flotte auf dem Fliegerhorst Erding verschrottet worden.
Die letzte der Breguet 1150 M Atlantic (61+03) absolvierte ihren letzten Flug am 20. Juni 2010 und beendete damit eine mehr als 40-jährige Ära in der Deutschen Marine.

### Namensgebung

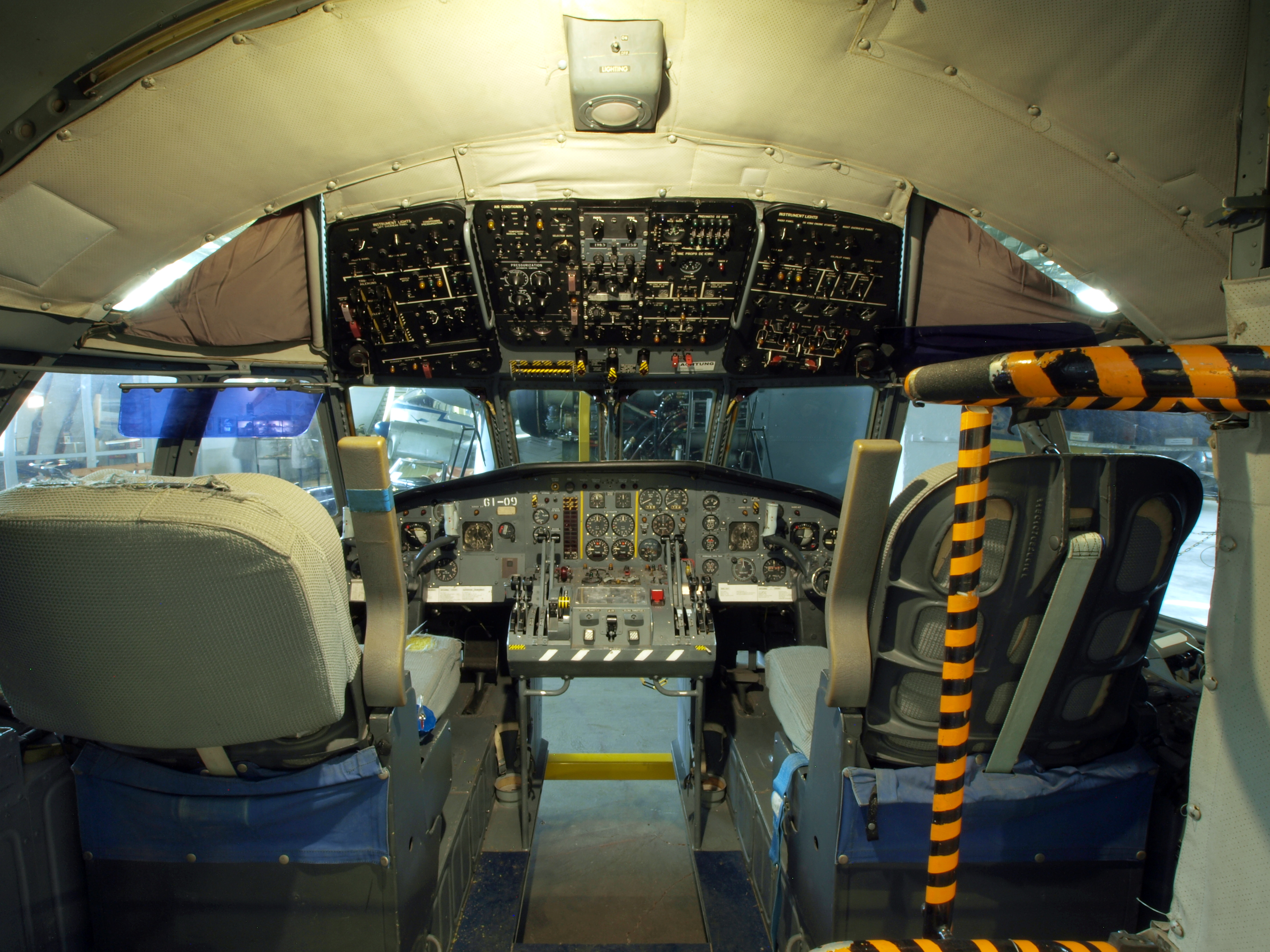
Cockpit

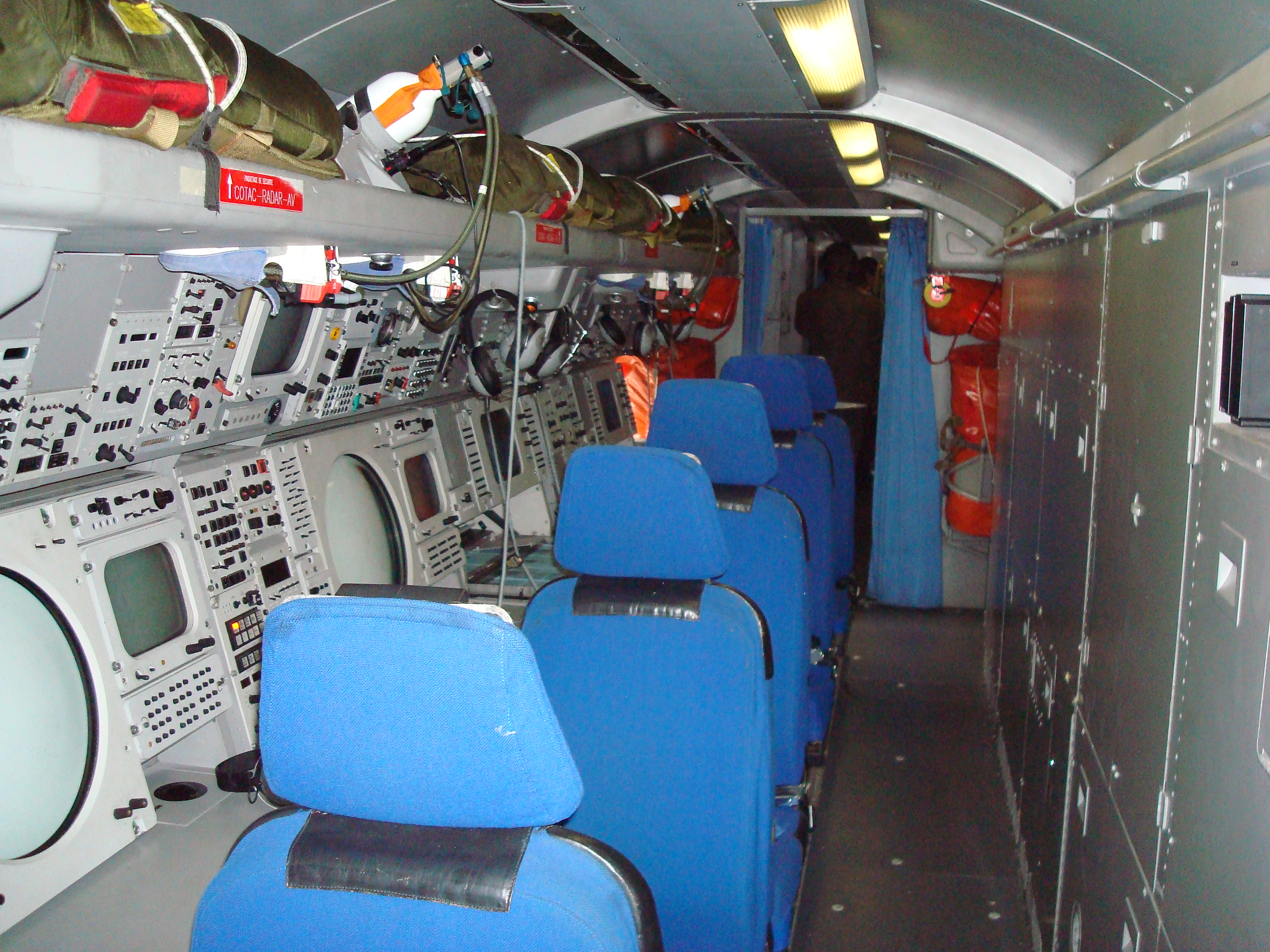
Kabine

Die BR 1150 wurde gelegentlich auch mit dem Spitznamen „flüsternder Riese“ tituliert, da sie ein vergleichsweise leises Flugzeug ist.

## Konstruktive Merkmale

### Ausstattung
In der Marineaufklärungsversion (MPA) konnte das Flugzeug sowohl mit Torpedos für die U-Boot-Jagd als auch mit Raketen gegen Schiffe ausgerüstet werden. Es kamen außerdem Sonarbojen und ein Ortungsgerät für erdmagnetische Anomalien zum Einsatz. Dies diente insbesondere zum Aufspüren von U-Booten. Je nach Modell des Waffensystems trug das Flugzeug acht bis neun Torpedos, zwei oder vier Anti-Schiff-Raketen oder 72 Sonarbojen.
Außerdem existierte eine lediglich durch die Bundeswehr betriebene Sigint-Variante (Breguet 1150 M Atlantic), die zur elektronischen Aufklärung eingesetzt wurde. Diese Maschinen, wie auch die früheren der MPA-Version, wurden vom Marinefliegergeschwader 3 „Graf Zeppelin“ (MFG 3) in Nordholz betrieben.

### Rumpf

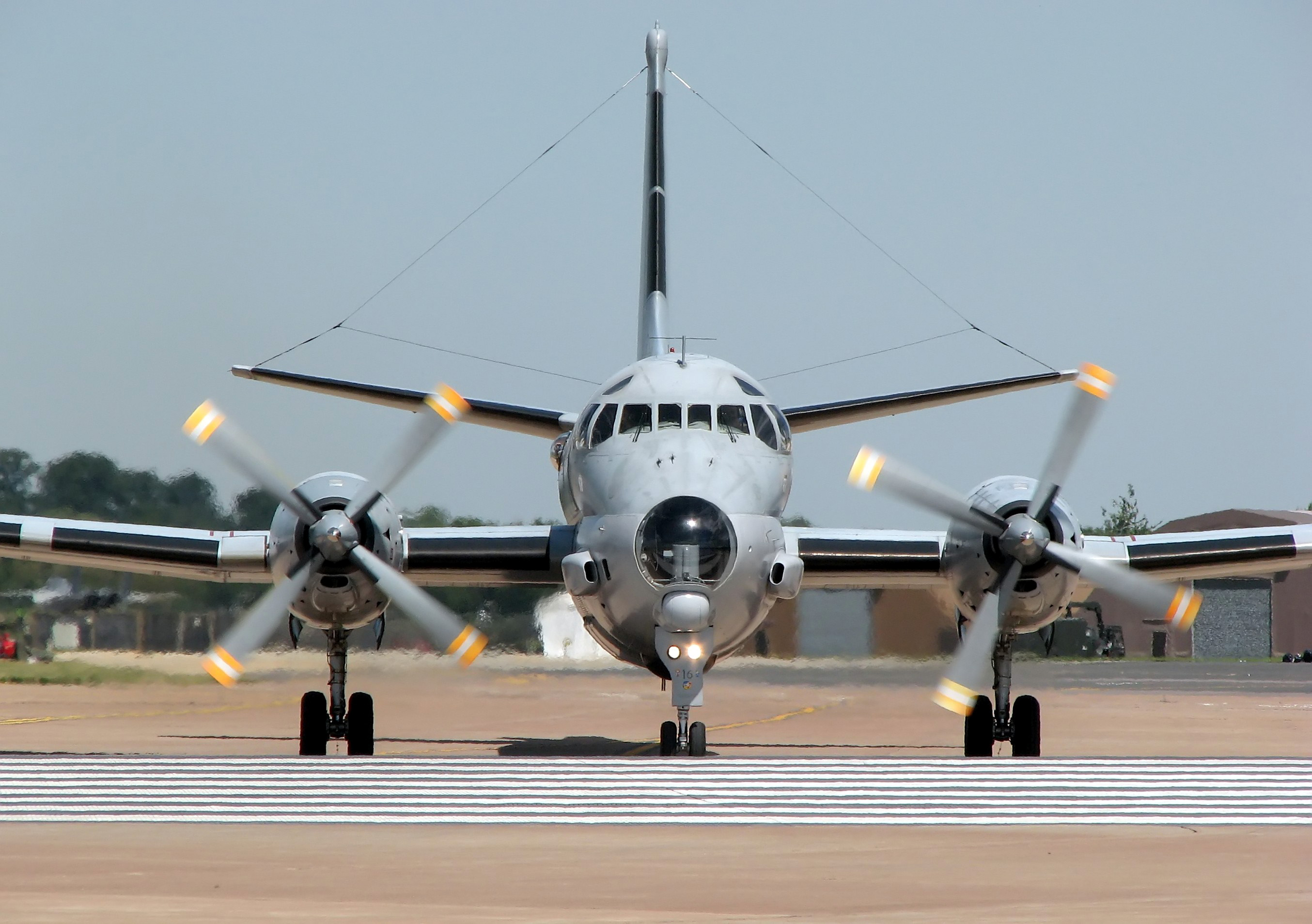
Rumpfquerschnitt

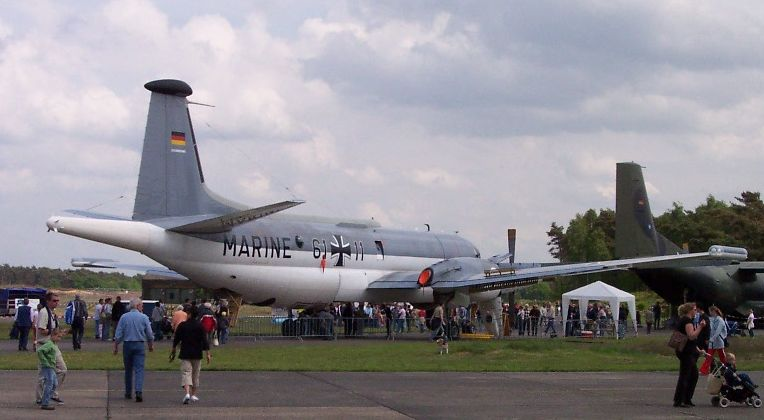
Heck der BR 1150, MPA-Version

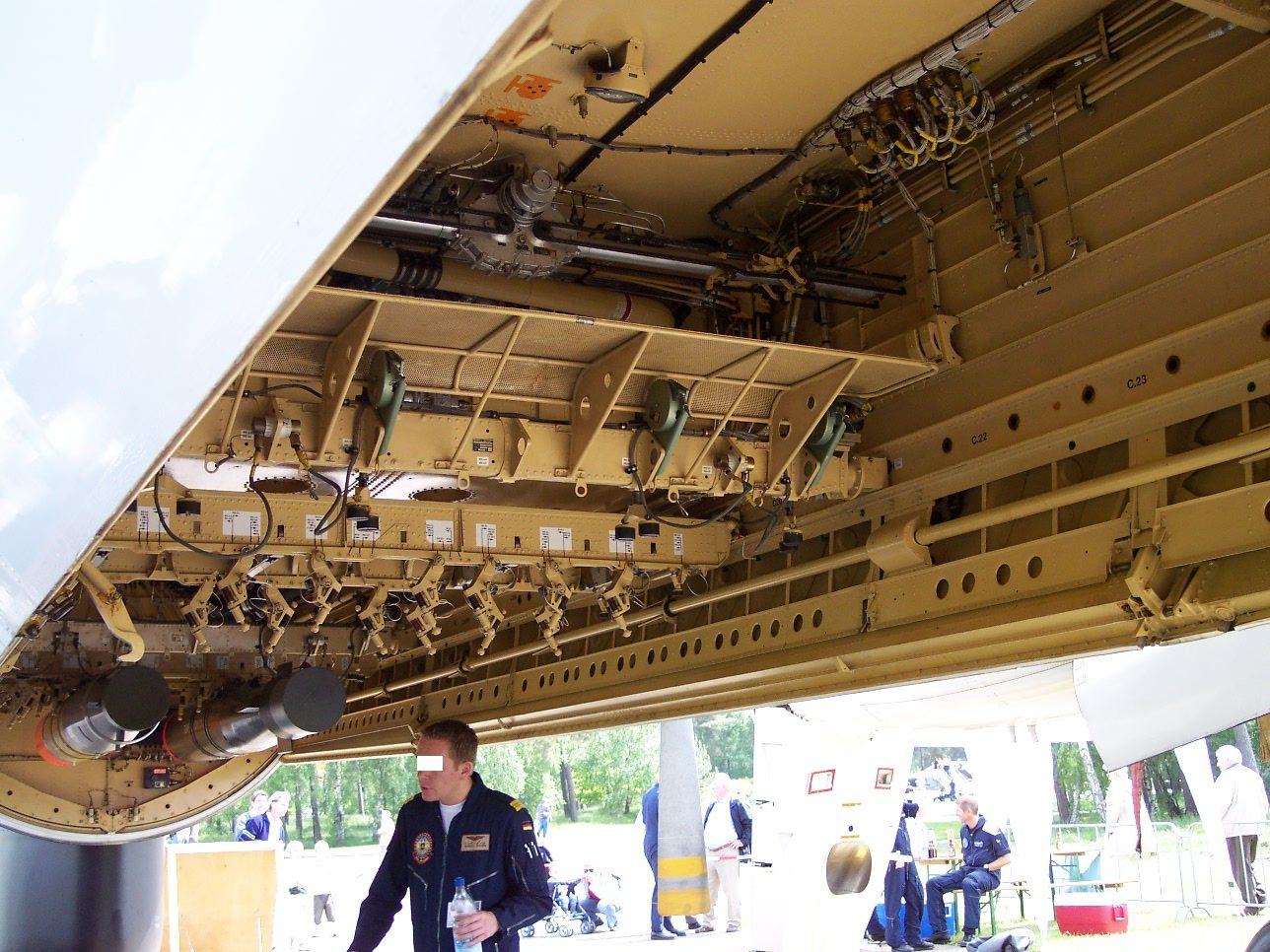
Waffenschacht

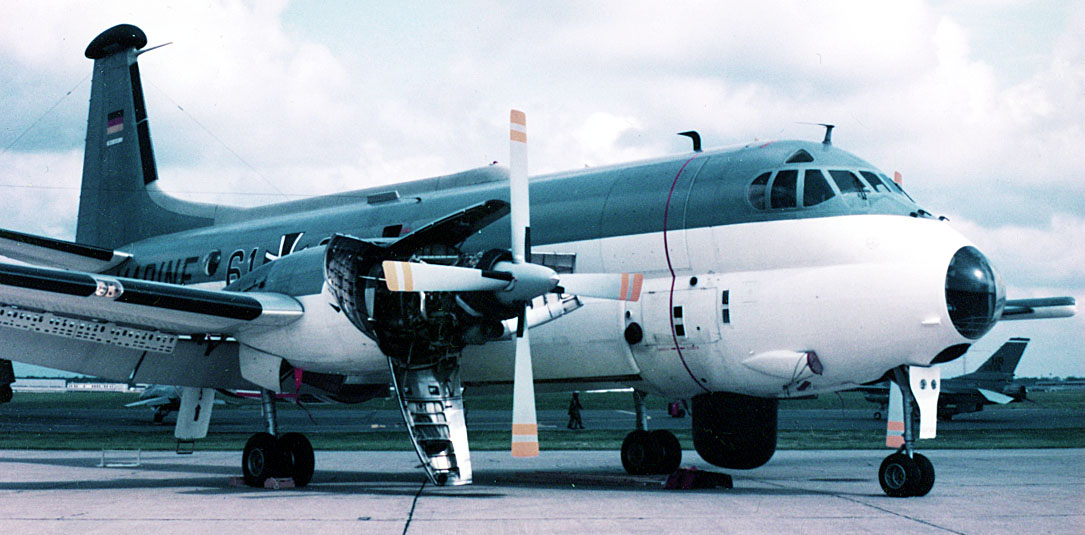
BR 1150 mit offenen Triebwerkshauben

Der Rumpf wies im Querschnitt die Form einer „Acht“ auf, wobei etwa zwei Drittel des vorderen oberen Teils der Rumpflänge als Druckkabine ausgelegt und klimatisiert waren und die Besatzung und ihre Konsolen aufnahmen. Dieser Teil des Rumpfes war in Wabenbauweise ausgeführt, während der Rest konventionell aus beplankten Spanten und Stringern konstruiert war. Die Druckkabine wurde aufwändigen Dauertests im Wassertank unterzogen. Der mittlere untere Teil des Rumpfes ließ sich durch zwei große Schiebetore – ebenfalls in Wabenbauweise – öffnen und enthielt den Abwurfraum für die Torpedos und sonstige Waffen. Im Bug war der Radom mit der Radarantenne untergebracht, der für Start und Landung in den Rumpf eingezogen werden konnte. Neben dem an allen Versionen vorhandenen Ausleger des Magnetfeldanomalie-Detektors (MAD) am Heck befand sich bei der deutschen Version mit den später bei der KWS angefügten längeren Behältern der ESM-Anlage an den Tragflächenspitzen ein weiteres auffälliges Merkmal. Im hinteren unbedruckten Teil waren die Öffnungen des nach unten gerichteten Bojenwerfers zu sehen. Die Bugspitze unterhalb des Cockpits war durch eine Plexiglaskuppel rundum verglast und enthielt einen Sitz für einen Beobachter. Das Flugzeug hatte neben der elektronischen Ausrüstung zur Kommunikation mit Schiffen in der Kabine eine sonst verschlossene Öffnung zum Einstecken einer Signalpistole, um auch Leuchtsignale an Schiffe geben zu können.

### Ausrüstung
Das Flugzeug besaß ein 360-Grad-Rundsicht-Seeüberwachungsradar zum Aufspüren von Überwasserobjekten sowie ein Sonarsystem zum Aufspüren von U-Booten. Unterstützt wurde die Radaranlage durch ein ESM-System, das die elektromagnetische Abstrahlung (ELINT) der Objekte auf großem Abstand erfasste, analysierte und zuordnete. Das Sonarsystem bestand aus Horchbojen, die in einem bestimmten Muster abgeworfen wurden und empfangene Geräusche an das Flugzeug zur Auswertung sendeten. Bei der U-Boot-Suche wurde ferner noch der Magnetanomaliedetektor eingesetzt, der magnetische Abweichungen besonders unter Wasser aufzeigte und damit die Boote aufspürte. Entsprechend der Technologie der 1950er- bis 1960er-Jahre hatten der Taktische Offizier (TACCO = Tactical Coordinator) und der Navigationsoffizier (NAV) an Bord jeweils einen (etwa 1 × 1 m großen) Kartentisch zum Auflegen und Zeichnen von Karten sowie zum Darstellen und Führen der Lage. Ergebnisse wurden durch den TACCO per Sprechfunk (in der Regel UHF) und durch den Funker (Radio) – mittels Sprechfunk (in der Regel = HF) und Funkfernschreiber an die Lagezentren weitergegeben. Modernisierungen dieses Systems scheiterten mehrfach an den Kosten, andererseits erwies sich das System aber auch als einfach und effektiv genug. Da als Haupteinsatzgebiet die Nordsee vorgesehen war, wurden die Systeme auf diese Verhältnisse abgestimmt. Die Systeme waren genau und fein genug, um U-Boote zwischen den zahlreichen Wracks und auch Bohrinseln erkennen zu können.
Im Abwurfraum konnten im Kriegseinsatz verschiedene Torpedos und/oder Wasserbomben gegen Über- und Unterwasserziele mitgeführt und im Tiefflug über dem Wasser abgesetzt werden. Die Bekämpfungsaufgabe blieb durch die politischen Entwicklungen im Hintergrund und wurde letztendlich auch nicht mehr vorgesehen, zudem hätte die Waffenladung auch die Flugausdauer eingeschränkt.

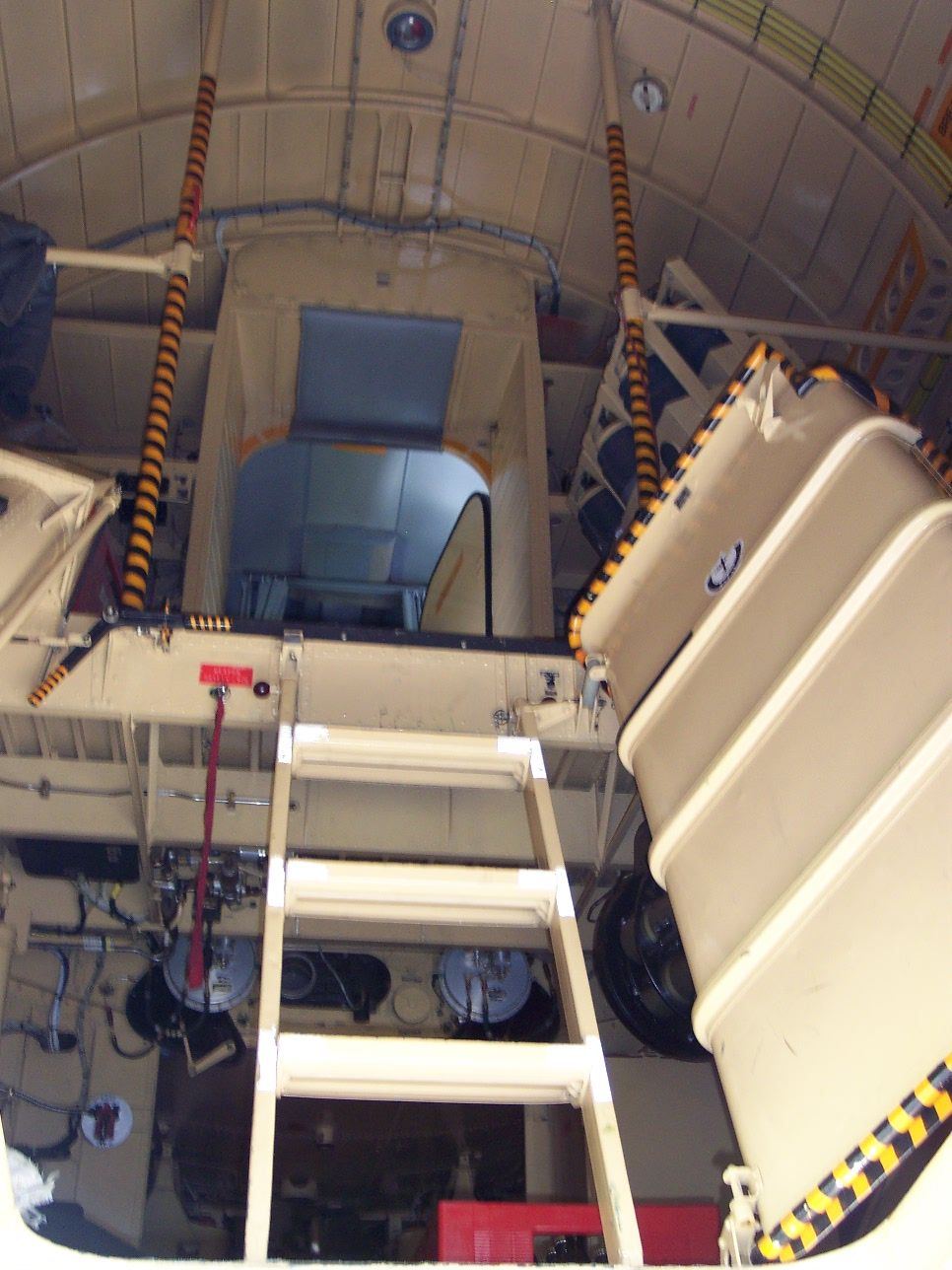
Obere Einstiegleiter zur Kabine

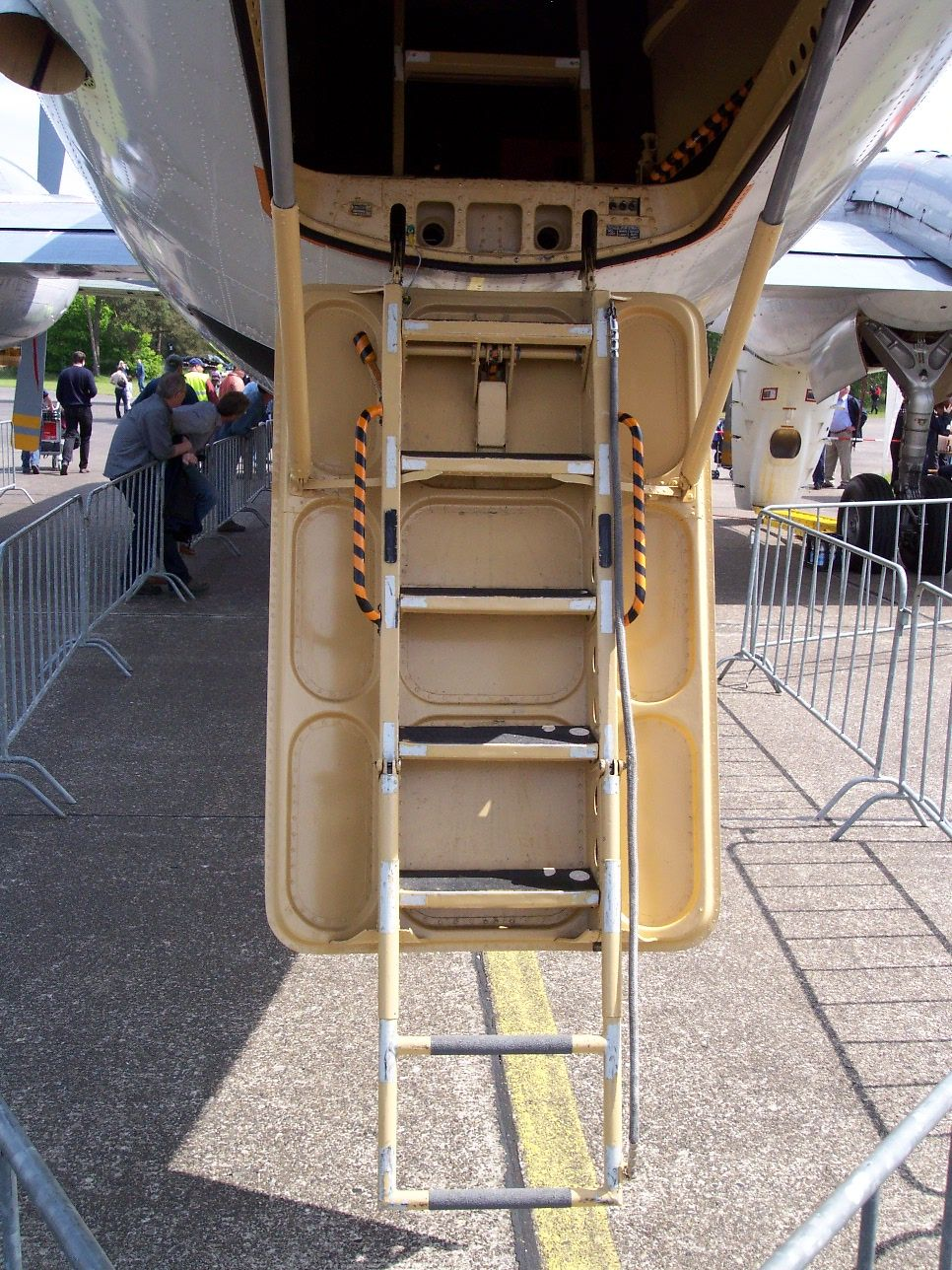
Einstieg von außen

### Besatzung
Das Flugzeug konnte neben den beiden Piloten noch weitere zehn Mann Besatzung aufnehmen, die – vor Konsolen mit Bildschirmen und Anzeigegeräten sitzend – die Daten der Sensoren auswerteten und die Effektoren bedienten, darunter ein Navigator und ein Kommandant, der die Mission an Bord führte und an dessen Weisungen auch die Piloten gebunden waren, soweit die Sicherheit des Fluges nicht tangiert wurde. Der Navigator und das von ihm kontrollierte Navigationssystem steuerte in der Regel über den Autopiloten auch das Flugzeug/Flugprofil im Einsatzgebiet. Die Aufgabe der Piloten reduzierte sich dabei auf die Beobachtung der Bedrohung, Flugzeugsysteme, Flugsicherheit („See and Avoid“). Die Konsolen der Beobachter waren quer zur Flugrichtung, längs der rechten Seite der Kabine angeordnet. Das Flugzeug hatte zwei nach außen gewölbte sogenannte „Bubble Windows“, die – zusammen mit der verglasten Bugnase – insbesondere bei U-Jagd, Aufklärungs- oder SAR-Flügen der Sichtüberwachung dienten. Der Einstieg in die Glaskuppel am Bug erfolgte durch einen Gang zwischen den beiden Pilotensitzen, die dadurch weiter auseinander lagen als in anderen Flugzeugen. Die Cockpitverglasung war dadurch seitlich ebenfalls etwas nach außen gewölbt, was den Piloten die Sicht zur Seite und nach hinten verbesserte. Die Kabine enthielt einen kleinen Aufenthalts- und Ruhebereich mit kleiner Küche und Toilette, da die Flüge auch später noch mit reduzierter Beladung bis zu 18 Stunden dauern konnten. Der Zustieg zur als Druckabteil ausgelegten Kabine erfolgt vom Heck aus über zwei schmale und steile Treppen.
Die Kabine war trotz des Aufenthaltbereiches beengt und entsprach im Komfort dem Konstruktionsstandard der frühen 1960er-Jahre. Während die elektronische Ausrüstung durch eine KWS und laufende kleinere Verbesserungen den Anforderungen der Zeit angepasst wurden, blieb der persönliche Bereich der Besatzung in den über 40 Jahren der Einsatzzeit praktisch unverändert. So gehörte es zur Kollegialität zwischen Besatzung und dem Wartungspersonal der Maschine, die Toilette nur in dringenden Fällen zu benutzen, da der Toilettenkübel die engen Treppen heruntergetragen werden musste, was bei einem vollen Kübel leicht zu Problemen führte. Zur weiteren Ausrüstung der Besatzung gehörten Fallschirme für alle und auch die üblichen Notwasserungsrettungsmittel, wie Rettungsinseln und Überlebensausrüstung.

### Technische Daten
| Daten                 | BR 1150 Atlantic |
| --------------------- | --- |
| Länge                 | 31,7 m |
| Spannweite            | 36,3 m |
| Rumpfhöhe             | 4 m |
| Rumpfbreite           | 2,90 m |
| Startgewicht          | max. 43.200 kg |
| Leergewicht           | 24.000 kg |
| Dienstgipfelhöhe      | 9145 m |
| Triebwerk             | 2 Turboprop Rolls-Royce Tyne RTY.20 Mk 21 |
| Leistung              | je 4500 kW |
| Standardwaffen        | Kombination aus: Mk.46-Torpedos, Wasserbomben, 250 kg Minen, AS-12/AS-20/AS-30-Anti-Schiff-Raketen, AS-37-Anti-Radar-Raketen (in Deutschland nur MK 46) |
| Höchstgeschwindigkeit | 650 km/h |
| Reisegeschwindigkeit  | 570 km/h |
| Reichweite            | 8000 km |
| Besatzung             | 12 Personen |
| max. Einsatzdauer     | 18 Stunden |

## Versionen und ihre Nutzer

### Atlantic 1
Frankreich
- 20 Exemplare in der MPA-Version (3 an Pakistan abgegeben, Rest bis 1996 außer Dienst)

 Deutschland
- 20 Exemplare in der MPA-Version, davon 15 fertiggestellt (Ersatz durch P-3 Orion)
- 5 Exemplare in der SIGINT-Variante, der MPA-Bauserie entnommen, Details siehe Breguet 1150 M Atlantic (geplanter Ersatz war der Euro Hawk)

 Italien
- 18 Exemplare in der MPA-Version (von Juni 1972 bis September 2017, Ersatz durch ATR 72 MP als Übergangslösung)

 Niederlande
- 9 Exemplare in der MPA-Version (nach drei Unfällen Ersatz durch P-3 Orion)

 Pakistan
- 3 Exemplare in der MPA-Version, abgegeben von der Marine nationale (Typ aktiv bei der 29. Squadron der pakistanischen Marineflieger in Mehran)

### Atlantic 2
Bereits 1972 bildeten die Secbat-Unternehmen eine Modernisierungskommission und regten eine entsprechende Arbeitskommission bei den beteiligten Regierungen an. Letztlich blieb nur ein Bedarf von 42 Flugzeugen „Atlantic 2“ für die französische Marine übrig. Deutschland beschloss eine Modernisierung der vorhandenen Flugzeuge, Italien hatte keinen Bedarf an neuen Flugzeugen.
 Frankreich: 20 Maschinen gebaut, alles Neubauten (Typ aktiv bei der 21. und der 23. Flottille)
1977 erfolgte eine Beauftragung der Secbat durch die französische Regierung zur Definition und 1978 zum Bau von zwei Prototypen ANG für ihre Marine. In der Folge wurden von den 42 beauftragten noch bis 1993 20 Atlantic Nouvelle Generation (ANG) gebaut, bevor sich der Bedarf durch die Entspannung der Ost-West-Beziehungen auch in Frankreich reduzierte. Die Fertigung des früheren Dornier-Anteils an der SECBAT übernahmen dabei die Elbe Flugzeugwerke in Dresden. Diese Generation der Flugzeuge unterschied sich nur durch die modernere Missions-Ausrüstung französischer Fertigung von der Vorgängerversion. Für diese Baureihe sind auch die Bezeichnungen Atlantique, MK II, ATL-2 oder Atlantic 2 gebräuchlich.
Da ein Nachfolger aus Budgetgründen nicht in Sicht ist, werden 18 Exemplare für den Patrouillendienst modernisiert und lebensdauerverlängert werden. Der Auftrag dafür wurde Anfang Oktober 2013, zu diesem Zeitpunkt sollten nur 15 Flugzeuge modernisiert werden, an Dassault und Thales vergeben. Die ersten modernisierten Maschinen kamen 2019 zurück zur Flotte. Die modernisierten Atlantic 2 sollen bis in die 2030er-Jahre eingesetzt werden.

### Stationierungsorte in Europa
Deutschland, Bundesmarine/Deutsche Marine, Marineflieger
- Fliegerhorst Nordholz, Januar 1966 bis Juni 2010, Atlantique 1/M (Marinefliegergeschwader 3 „Graf Zeppelin“)

 Frankreich, Marine nationale, Aéronavale
- Base aéronautique navale de Lann-Bihoué, ab April 1972, Atlantique 1/2 (Flottille 21F und 23F), Umrüstung Februar 1991
- Base aéronautique navale de Nîmes-Garons, Dezember 1965 bis Juni 2011, Atlantique 1/2 (Flottille 21F), Umrüstung September 1993

 Italien, Aeronautica Militare, standen aber unter dem Kommando der Marina Militare
- Base aerea di Cagliari, Januar 1973 bis Juli 2002, Atlantique 1 (86° Gruppo/30° Stormo)
- Base aerea di Sigonella, Juni 1972 bis September 2017, Atlantique 1 (88° Gruppo/41º Stormo)

 Niederlande, Koninklijke Marine
- Vliegkamp Valkenburg, Juni 1969 bis Ende 1984, Atlantique 1 (321. Squadron)

## Erhaltene Maschinen in Museen
Einige Exemplare der Deutschen Marine blieben komplett erhalten: Die 61+04 ging zu einem Kaufpreis von 25.000 Euro an das Dornier-Museum in Friedrichshafen, die 61+05 an das Luftfahrtmuseum Rechlin-Lärz an der Müritz, die 61+12 an das Museum Flugwelt Altenburg-Nobitz in Thüringen, die 61+14 blieb in Nordholz und befindet sich im dortigen Aeronauticum, die 61+17 ging an das MHM der Bundeswehr in Berlin-Gatow, die 61+19 steht im Bettenmuseum in Peenemünde und die 61+20 ging an das niederländische Militärluftfahrt-Museum in Soesterberg bei Utrecht. Die 61+06 steht seit dem 21. Oktober 2009 vor dem Haupttor des Marinefliegerstützpunkts in Nordholz. Sie trägt auf ihrem Heck eine spezielle Lackierung, die das Porträt von Graf Zeppelin, dem Namensgeber des Geschwaders zeigt. Der Entwurf stammt von Jasmin Reisige. Die 61+03 war die letzte noch im Dienst stehende Breguet Atlantic. Sie hatte dieselbe Lackierung wie die 61+06. Diese Maschine hatte im feierlichen Rahmen am 20. Juni beim Airday 2010 in Nordholz ihren letzten Flug und ist nun ebenfalls außer Dienst gestellt. Die 61+03 wurde nicht als Museumsexemplar erhalten, sondern zerlegt. Nur das Seitenleitwerk wurde vor der Zerlegung verschont, es steht nun vor der Offiziermesse des Marinefliegerstützpunktes Nordholz.